# Laurens Paulussen
Laurens Paulussen, né le 19 juillet 1990 à Turnhout, est un footballeur belge évoluant au poste d'arrière droit au sein du Lommel SK.

## Biographie

### En club

#### Chez les jeunes
Né à Turnhout, Paulussen rejoint le Hoogstraten VV, en 1997. Sept ans plus tard, il rejoint le K Lierse SK puis successivement le RSC Anderlecht et le Beerschot AC pour y continuer sa formation.

#### Début chez les professionnels
En 2009, à l'âge de 19 ans, il rejoint Waasland-Beveren, alors en Division 2 afin de devenir professionnel.

#### Passage à Westerlo
Le 23 juillet 2012, il passe au KVC Westerlo, toujours en Division 2.

#### Départ pour Malines
Le 1er juillet 2014, il passe au KV Malines, club de première division belge.
En septembre 2014, peu de temps après son transfert au KV Malines, il se déchire les ligaments croisés, portant son indisponibilité à 3 mois.

#### Arrivées à Lommel SK
Le 5 octobre 2018, le Lommel SK offre un contrat d'une durée de 1 an avec option de prolongation d'un an.

## Statistiques
| Saison                | Club                  | Championnat           | Championnat | Championnat | Coupe(s) nationale(s) | Coupe(s) nationale(s) | Compétition(s) continentale(s) | Compétition(s) continentale(s) | Compétition(s) continentale(s) | Total | Total |
| Saison                | Club                  | Division              | M.          | B.          | M.                    | B.                    | Comp.                          | M.                             | B.                             | M.    | B.    |
| 2009-2010             | Waasland-Beveren      | Proximus League       | 25          | 2           | 0                     | 0                     | -                              | 0                              | 0                              | 25    | 2     |
| 2010-2011             | Waasland-Beveren      | Proximus League       | 32          | 4           | 1                     | 0                     | -                              | 0                              | 0                              | 33    | 4     |
| 2011-2012             | Waasland-Beveren      | Proximus League       | 39          | 2           | 1                     | 0                     | -                              | 0                              | 0                              | 40    | 2     |
| Sous-total            | Sous-total            | Sous-total            | 96          | 6           | 2                     | 0                     | -                              | 0                              | 0                              | 98    | 6     |
| 2012-2013             | KVC Westerlo          | Proximus League       | 23          | 2           | 1                     | 0                     | -                              | 0                              | 0                              | 24    | 2     |
| 2013-2014             | KVC Westerlo          | Proximus League       | 30          | 5           | 3                     | 0                     | -                              | 0                              | 0                              | 33    | 5     |
| Sous-total            | Sous-total            | Sous-total            | 53          | 7           | 4                     | 0                     | -                              | 0                              | 0                              | 57    | 7     |
| 2014-2015             | KV Malines            | Jupiler Pro League    | 24          | 1           | 2                     | 0                     | -                              | 0                              | 0                              | 26    | 1     |
| 2015-2016             | KV Malines            | Jupiler Pro League    | 30          | 0           | 2                     | 0                     | -                              | 0                              | 0                              | 32    | 0     |
| 2016-2017             | KV Malines            | Jupiler Pro League    | 20          | 0           | 1                     | 0                     | -                              | 0                              | 0                              | 21    | 0     |
| 2017-2018             | KV Malines            | Jupiler Pro League    | 7           | 0           | 1                     | 0                     | -                              | 0                              | 0                              | 8     | 0     |
| Sous-total            | Sous-total            | Sous-total            | 81          | 1           | 6                     | 0                     | -                              | 0                              | 0                              | 87    | 1     |
| 2018-2019             | Lommel SK             | Proximus League       | 7           | 0           | 0                     | 0                     | -                              | 0                              | 0                              | 7     | 0     |
| Total sur la carrière | Total sur la carrière | Total sur la carrière | 230         | 14          | 12                    | 0                     | -                              | 0                              | 0                              | 242   | 14    |

## Palmarès
- KVC Westerlo
  - Championnat de Belgique de D2
    - Champion : 2014